# Витез Светосавског ордена пацифизма
Витез Светосавског ордена дипломатског пацифизма је облик витешког звања који додељује Министарство спољних послова Републике Србије, за хуманитарни рад.

## Примаоци
- Роксанда Илинчић, 29. 5. 2018.[2]
- Љиљана Марковић, 29. 5. 2018.[2]
- Марина Арсенијевић, 29. мај 2018.[2]
- Арно Гујон, 29. мај 2018.[2]
- Мила Малруни, 29. мај 2018.[2]
- Ребека Макдоналд, 29. мај 2018.[2]
- Гидеон Граф, 29. мај 2018.[2]
- Јелена Бухач Радојчић, 29. 5. 2018.[2]
- Гојко Рончевић-Мраовић, 29. 5. 2018.[2]
- Смиља Тишма, 29. маја 2018.[2]
- Ивана Лучић, 29. маја 2018.[2]
- Слободанка Грковић, 29. 5. 2018.[2]
- Роуз Гојић Стивенсон-Гуднајт 29. мај 2018.[2]
- Дарко Танасковић, 29. 5. 2018.[2]